# Philipp Barthels (Unternehmer, 1794)
Philipp Barthels (* 7. März 1794 in Barmen; † 15. August 1874 ebenda) war ein deutscher Textilfabrikant.

## Leben
Als Sohn des Barmer Johann Matthias Barthels (1754–1829) und der aus Krefeld stammende Beatrix Barthels geb. Feldhoff (1759–?) kam Barthels 1794 zu Welt. Barthels hatte noch einen jüngeren Bruder, Carl Barthels (1799–1866).
1829 gründete er die Textilfabrik Barthels-Feldhoff, eine Fabrik für baumwollene Strick- und Nähgarne, die als Familienbetrieb noch in den 2010er Jahren an der Garnstraße in Wuppertal-Barmen besteht. Carl Barthels, der auch Beigeordneter der Stadt Barmen war, war später auch Teilhaber dieser Firma. Seit ungefähr 1820 bewohnte Barthels das Haus Barthels an der Berliner Straße.
Barthels starb 1874, sein Grabmal auf den evangelisch-reformierten Friedhof Barmen Bartholomäusstraße ist erhalten. Barthels wird als „einer der Hauptwohltäter der Gemeinde“ bezeichnet. „Er hat wiederholt als Kirchmeister und in den verschiedensten Kommissionen die Gemeindeangelegenheiten mitgeleitet, und sein Name steht bei der äußeren und inneren Mission in hohen Ehren.“

## Familie
Barthels heiratete am 20. September 1827 Simonette Feldhoff (1809–1871), aus der Ehe entstammt ein Sohn, Philipp Barthels jun. (1838–1906).